# Alex Arthur
Alex Arthur est un boxeur écossais né le 25 juin 1978 à Édimbourg.

## Carrière
Champion britannique des poids super-plumes en 2002 et en 2005 et champion d'Europe EBU également en 2005, il devient champion du monde WBO de la catégorie le 15 mai 2008 après le retrait de Joan Guzmán. Arthur perd cette ceinture dès sa première défense contre Nicky Cook le 6 septembre 2008. Il met un terme à sa carrière en 2012 sur un bilan de 31 victores et 3 défaites.

## Référence
1. ↑   (en) Alex Arthur vs. Nicky Cook (boxrec.com)